# Trübbachhöhle
Die Trübbachhöhle ist eine Gipshöhle bei Marul im österreichischen Bundesland Vorarlberg. Die Trübbachhöhle wurde um 1958/59 zum ersten Mal befahren, sie ist seit 1984 erdwissenschaftliches Naturdenkmal.

## Geologie
Sie befindet sich im Südhang des Gronggenkopfes (1978 m), am südwestlichen Rand einer Gipsdolinenlandschaft unterhalb der Alpe Laguz im Marultal (Lechtaler Alpen). Das Gelände dieser Gipslöcher ist mit vielen kleinen und größeren Lösungstrichtern übersät. Unter dieser Trichterlandschaft befindet sich ein etwa 100 m mächtiges Gipslager, das geologisch zu den Raiblerschichten gehört.

## Beschreibung
Der Eingang der Höhle liegt auf 1465 m Meereshöhe, er befindet sich auf dem Gebiet der Gemeinde Raggal im Großen Walsertal. Der Name der Trübbachhöhle wird von dem aus der Höhle austretenden Bach abgeleitet, dessen gipshaltiges Wasser nach starken Niederschlägen durch Lösungsrückstände getrübt erscheint. Bei mittlerer Wasserführung enthält 1 m³ Wasser etwa 1,6 kg gelösten Gips.
Die Höhle zeigt den ganzen Formenschatz einer Laugungshöhle mit Fließfacetten, Laugfacetten (Stillwasserfacetten), Laugtaschen, Hohlkehlen, Laugungsdecken, Gipssausblühungen und kulissenartig aus der Decke stehenden Laugungsrückständen aus anderen Gesteinen (Kalke, Hornsteine). Die Sohle des Hauptganges ist auf weite Strecken von feinem Sediment (Sand, lehmiger Sand, Ton, Gipsschlamm) bedeckt. Nur der Eingangsbereich und die innersten großräumigen Höhlenteile sind durch Verbruchvorgänge gezeichnet.
Die heute bekannte Gesamtlänge der Gipshöhle beträgt 423 m, der Gangverlauf ist überwiegend horizontal. Die Höhle gabelt sich beim Eingang in zwei Äste: der kurze und niedrige Südgang ist zugänglich, der Eingangsbereich des 363 m langen Hauptganges ist seit Jahren verstürzt und unzugänglich.
Die Stelle des Höhleneinganges ist in den amtlichen topografischen Karten von Österreich (ÖK 50-BMN Blatt 142 Schruns, ÖK 25V-BMN Blatt 142 Schruns; ÖK 50-UTM Blatt 1224 Hohenems, ÖK 25V-UTM Blatt 1224-E Bezau) eingetragen. Das Höhlenportal liegt unmittelbar am Zugangsweg zur Alpe Laguz.